# Sajama (Oruro)
Sajama ist eine Ortschaft im Departamento Oruro im Hochland des südamerikanischen Anden-Staates Bolivien.

## Lage im Nahraum
Sajama ist zentraler Ort im Kanton Sajama, einem von vier Kantonen im Municipio Curahuara de Carangas in der Provinz Sajama. Die Ortschaft Sajama liegt am Westrand des Departamentos Oruro auf einer Höhe von 4238 m zehn Kilometer von der chilenischen Grenze entfernt am Fuße des Sajama, mit 6.542 m der höchste Berg Boliviens. An Sajama vorbei fließt der Río Sajama, dessen Wasser aus der Laguna Huaña Khota wenige Kilometer nördlich des Sajama stammt, und der weiter südöstlich bei Huachacalla in den Río Lauca mündet und zum Salar de Coipasa fließt.

## Geographie
Sajama liegt auf dem bolivianischen Altiplano an den östlichen Hängen der Anden-Gebirgskette der Cordillera Occidental. Die Region weist ein typisches Tageszeitenklima auf, bei dem die mittlere Schwankung der Tagestemperaturen deutlicher ausfällt als die mittleren jahreszeitlichen Schwankungen.
Die mittlere Durchschnittstemperatur der Region liegt bei etwa 5 °C, der Jahresniederschlag beträgt nur etwa 200 mm (siehe Klimadiagramm Tambo Quemado). Die Monatsdurchschnittstemperaturen schwanken nur unwesentlich zwischen 1 °C im Juni/Juli und gut 6 °C von November bis März. Die Monatsniederschläge liegen unter 10 mm von April bis Oktober und erreichen ihr Maximum in den Monaten Dezember bis März.

## Verkehrsnetz
Sajama liegt in einer Entfernung von 254 Straßenkilometern westlich von Oruro, der Hauptstadt des gleichnamigen Departamentos.
Von Oruro aus führt die unbefestigte Nationalstraße Ruta 31 in westlicher Richtung über La Joya nach Curahuara de Carangas. Sie trifft fünf Kilometer nördlich von Curahuara auf die Ruta 4, die aus dem 96 Kilometer entfernten Patacamaya kommt, einer Stadt an der Ruta 1, auf halbem Wege zwischen dem Regierungssitz La Paz und Oruro. Von Curahuara aus führt die Ruta 4 über 93 Kilometer in südwestlicher Richtung über die Ortschaft Lagunas nach Tambo Quemado an der chilenischen Grenze. Direkt am Ortseingang von Lagunas zweigt eine unbefestigte Landstraße in nordwestlicher Richtung ab und erreicht Sajama nach zehn Kilometern.

## Bevölkerung
Die Einwohnerzahl der Ortschaft ist in den vergangenen beiden Jahrzehnten auf mehr als das Doppelte angestiegen:
| Jahr | Einwohner | Quelle       |
| ---- | --------- | ------------ |
| 1992 | 110       | Volkszählung |
| 2001 | 198       | Volkszählung |
| 2012 | 276       | Volkszählung |
| 2024 |           | Volkszählung |

Die Region weist einen hohen Anteil an Aymara-Bevölkerung auf, im Municipio Curahuara sprechen 83,7 Prozent der Bevölkerung die Aymara-Sprache.